# Progreso social

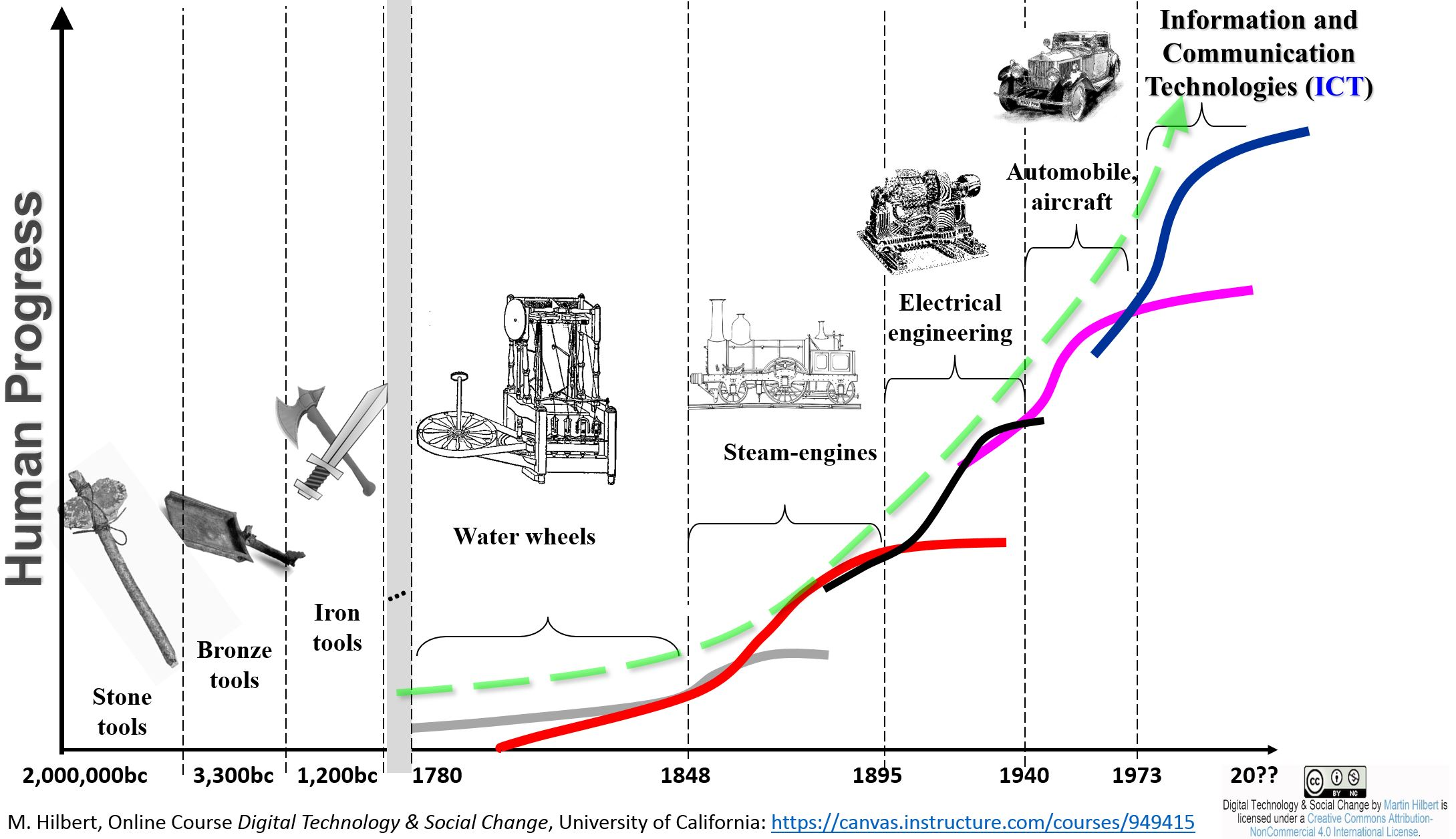
Gráfico donde se representan los períodos de evolución social de la humanidad, en la línea del tiempo, desde la Edad de Piedra a la actualidad.

El progreso social es el cambio de la sociedad hacia su ideal. El progreso social incluye todos los avances que afectan a la mejora de las condiciones de vida de los seres humanos. El progreso social es la idea de que las sociedades pueden  hacer o mejorar en términos de sus estructuras sociales, políticas, y económicas.
Esto puede ocurrir como resultado de la acción humana directa, como en la empresa social o por medio de activismo social, o como una parte natural de la evolución sociocultural, y evolutivo de las cuestiones demográficas absueltas en el planeta.
El progreso social es esencialmente un concepto contemporáneo, ya que se asocia con las condiciones de vida del ser humano en la sociedad moderna. Fue introducido en las teorías sociales de principios del siglo XIX, especialmente las de los evolucionistas sociales como Auguste Comte y Herbert Spencer.